# Tim Reynolds
Tim Reynolds (Wiesbaden, 15 december 1957) is een in Duitsland geboren Amerikaanse gitarist en multi-instrumentalist. Hij is een van de oprichters van de band TR3, en heeft geregeld samen opgetreden met de Dave Matthews Band. Hij is ook lid van Dave Matthews & Friends.

## Persoonlijk leven
Reynolds heeft een dochter, Eura (1995), een zoon, Josef (1982) en een stiefzoon, Jostin (1987).

## Samenwerking met Dave Matthews
Reynolds heeft samengewerkt met veel bekende en minder bekende artiesten, maar het meest met Dave Matthews.
Toen Reynolds eind jaren 80 optredens gaf in Charlottesville, VA, moedigde oud-studiegenoot Nic Cappon hem aan om op te treden in een lokale bar genaamd "Miller's" zodat hij David Matthews eens kon ontmoeten.
Reynolds had op dat moment al zijn eigen band, TR3, en moedigde Matthews aan zijn eigen band te beginnen. Dit werd de Dave Matthews Band.
In 1993 gaven Reynolds en Matthews samen een paar optredens. Deze shows kregen steeds meer populariteit en in 1996 gingen de twee voor het eerst samen op tournee in de Verenigde Staten. In 1999 kwam Dave Matthews and Tim Reynolds - Live at Luther College uit. Dit album leidde tot de wereldwijde uitgave van Reynold's solo-album "Stream".
Na een korte pauze trad Reynolds opnieuw op met Matthews in 2003. De twee vormden de openingsact van de Dave Matthews & Friends tour in 2003 en begin 2004. Ze speelden tevens samen in 2006 en 2007. Reynolds sloot zich in 2007 aan bij Matthews voor een minitour in Europa. Op 14 augustus van dat jaar brachten ze samen live CD / DVD-set uit getiteld Live at Radio City, met daarop nummers als "Stay or Leave", "Gravedigger", "Cornbread", en "Dancing Nancies". Er stonden ook twee van Reynolds eigen nummers op: "You are My Sanity" en "Betrayal."
In 2008 sloot Reynolds zich wederom aan bij Dave Matthews Band voor de opnames van hun nog uitte brengen album met producer Rob Cavallo. In dat jaar gaf hij ook nog een reeks optredens met Matthews.
Een paar noemenswaardige gasten tijdens de shows van Reynolds en Matthews zijn:
- Carlos Santana
- Bob Weir
- Warren Haynes
- T-Bone Burnett
- Béla Fleck

## Liefdadigheid
In 2008 werkt Tim Reynolds mee aan het album Songs for Tibet, welke bedoeld is als ondersteuning aan de dalai lama Tenzin Gyatso en de mensenrechten in Tibet.

## Discografie
| Jaar | Artiest                                            | Album                                                       |
| ---- | -------------------------------------------------- | ----------------------------------------------------------- |
| 1984 | Cosmology                                          | Word From The Underground (out of print)                    |
| 1987 | Sticks & Stones                                    | Spontaneous Improvisations                                  |
| 1988 | TR3                                                | TR3 (out of print)                                          |
| 1989 | Sticks & Stones                                    | Face Of Sand (out of print)                                 |
| 1990 | Secrets                                            | Nine Sharp (out of print)                                   |
| 1991 | TR3                                                | Shifting Currents (out of print)                            |
| 1991 | Sticks & Stones                                    | Transmigration                                              |
| 1993 | Tim Reynolds                                       | Stream                                                      |
| 1993 | Dave Matthews Band                                 | Remember Two Things                                         |
| 1993 | Tim Reynolds & Michael Sokolowski                  | Common Margins                                              |
| 1994 | Greg Howard                                        | Shapes                                                      |
| 1994 | Dave Matthews Band                                 | - Under The Table And Dreaming - Recently                   |
| 1994 | Shannon Worrell                                    | Three Wishes                                                |
| 1995 | TR3                                                | - Light Up Ahead (out of print) - Comin' After You          |
| 1995 | Various Artists                                    | Dear Charlottesville                                        |
| 1996 | Tim Reynolds                                       | Gossip of the Nuerons                                       |
| 1996 | Soko                                               | In November Sunlight                                        |
| 1996 | Dave Matthews Band                                 | Crash                                                       |
| 1997 | Tim Reynolds                                       | Sanctuary                                                   |
| 1997 | Greg Howard                                        | Sol                                                         |
| 1997 | Dave Matthews Band                                 | Live at Red Rocks 8.15.95                                   |
| 1997 | Various Artists                                    | A Very Special Christmas 3                                  |
| 1998 | Puke Matrix                                        | Live Tour                                                   |
| 1998 | Tulku                                              | Season Of Souls                                             |
| 1998 | Dave Matthews Band                                 | Before These Crowded Streets                                |
| 1999 | Tim Reynolds                                       | Astral Projection                                           |
| 1999 | Dave Matthews & Tim Reynolds                       | Live at Luther College                                      |
| 2000 | Tim Reynolds                                       | - Stream (re-release) - See Into Your Soul                  |
| 2000 | Worth Proffitt, Tim Reynolds, & Michael Sokolowski | Offering                                                    |
| 2001 | Tim Reynolds                                       | - ID - Nomadic Wavelength                                   |
| 2001 | Sticks & Stones                                    | Spontaneous Improvisations (re-release)                     |
| 2001 | Soko                                               | Monday                                                      |
| 2001 | Dave Matthews Band                                 | Live in Chicago 12.19.98                                    |
| 2002 | Tim Reynolds                                       | - Petroglyph - Chaos View                                   |
| 2003 | Tim Reynolds                                       | Chaos View (DVD)                                            |
| 2003 | Peter Griesar                                      | Superfastgo                                                 |
| 2003 | Dave Matthews                                      | Some Devil                                                  |
| 2004 | Offering                                           | The Knitting Factory 6/24/01                                |
| 2004 | SeepeopleS                                         | The Corn Syrup Conspiracy                                   |
| 2004 | Dave Matthews Band                                 | Live Trax Vol. 1 - Centrum Centre, Worcester, Massachusetts |
| 2005 | Tim Reynolds                                       | Parallel Universe                                           |
| 2005 | Soko                                               | Two                                                         |
| 2006 | Muriel Anderson's All Star Guitar Night            | Live at the Barrymore Theatre, 16 September, 2006           |
| 2007 | Dave Matthews & Tim Reynolds                       | Live at Radio City                                          |
| 2010 | Dave Matthews & Tim Reynolds                       | Live in Las Vegas (Dave Matthews & Tim Reynolds album)      |
| 2010 | Dave Matthews Band                                 | Live in New York City (Dave Matthews Band album)            |